# Б'єрн Міхель
Б'єрн Міхель (нім. Björn Michel, 7 лютого 1975) — німецький хокеїст на траві.
Бронзовий призер Олімпійських Ігор 2004 року, учасник 2000 року.